# 1930-1939

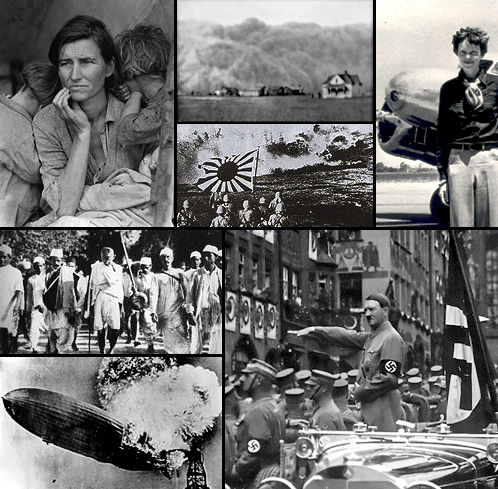
Montage 1930

De jaren 1930-1939 (van de christelijke jaartelling) zijn het vierde decennium in de 20e eeuw.

## Meerjarige gebeurtenissen en ontwikkelingen
Grote Depressie en fascisme

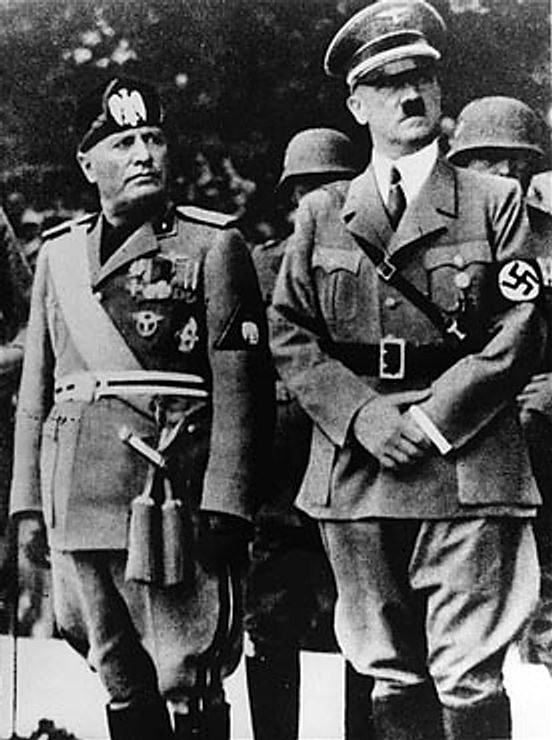
Mussolini en Hitler

- De koersval op de effectenbeurs van Wall Street in 1929 leidt tot een economische ineenstorting en grote werkloosheid in de Verenigde Staten. Deze periode wordt de Grote Depressie genoemd. De economische crisis slaat over naar Europa en Zuid-Amerika door het opeisen van Amerikaanse tegoeden, en het wegvallen van investeringen.
- Doordat de Sovjet-Unie zelfvoorzienend en geïsoleerd is, wordt de Sovjet-economie vrijwel niet beïnvloed door de Grote Depressie. Integendeel, na de Russische Burgeroorlog herstelt het land zich en breidt het zijn industrie in hoog tempo uit. De Sovjetregering van Jozef Stalin en communistische partijen wereldwijd, gebruiken de Amerikaanse recessie tegenover de opbloeiende Sovjet-Unie, als argument dat het Westers kapitalisme niet werkt en gedoemd is. De steun voor communisten neemt ook buiten de Sovjet-Unie toe. In een reactie hierop groeit de steun voor rechtse anticommunistische bewegingen ook: er treedt polarisatie op.
- De Weimarrepubliek gaat ten onder aan parlementaire onmacht, intriges van landadel en industriebaronnen, en straatgevechten tussen communisten en nationaalsocialisten. In 1933 komt de NSDAP aan de macht. Adolf Hitler trekt Duitsland terug uit de Volkenbond, zegt de beperkingen van de Verdrag van Versailles (1919) op en bezet het Rijnland. Er worden concentratiekampen gebouwd waar politieke rivalen, joden en andere door de nazi's als ongewenst verklaarden zonder proces worden vastgehouden.
- De dictatuur van Benito Mussolini in Italië boekt een internationaal succes met de drooglegging van de Pontijnse moerassen, in de provincie Latina, onder Rome. Daarmee wordt een haard van malaria uitgeschakeld en krijgt de stad Rome na 2000 jaar haar voedselschuur terug. Maar in de loop van het decennium raakt het fascisme steeds meer in het vaarwater van het nationaalsocialisme.
- Na de Krach van Wall Street krijgen de Japanse zaibatsu zware kritiek te verduren vanuit de antikapitalistische hoek, wat leidt tot de Zaibatsu no Tenkou (Zaibatsuhervormingen). De zaibatsu kunnen het protest stillen door een deel van hun aandelen publiek te verkopen, en door aan liefdadigheid te doen.

Amerika
- De politiek van de Amerikaanse president Herbert Hoover draagt niet bij aan economisch herstel: hij neemt maatregelen die de economische crisis verergeren. Zoals de Smoot-Hawley Tariff Act, die een importheffing van 40% op ingevoerde goederen instelt. Dit protectionisme brengt een slag toe aan de wereldhandel en wordt door andere landen beantwoord met tegenmaatregelen.
- De Republikein Hoover wordt bij de verkiezingen van 1932 verslagen door de Democratische gouverneur van New York, Franklin Delano Roosevelt. Deze komt met de New Deal, een actieve politiek van overheidsinvesteringen, volgens de theorieën van John Maynard Keynes. Het effect hiervan is eveneens omstreden, maar het vertrouwen in de overheid keert enigszins terug.
- In de Cosa Nostra woedt de Castellammarijnse oorlog om de hegemonie in de Amerikaanse onderwereld.
- De Amerikaanse Drooglegging wordt door president Roosevelt beëindigd.
- In Zuid-Amerika strijden Paraguay en Bolivia om de Chaco Boreal, omdat men vermoedt dat er olie te vinden is: de Chaco-oorlog. Paraguay wint en krijgt het grootste deel van de Chaco toegewezen, maar er blijkt geen aardolie te zijn.
- In Brazilië komt Getúlio Vargas aan de macht, die een corporatistische politiek voert en daarom door Hitler en Mussolini als mogelijke bondgenoot wordt gezien. Later neemt hij afstand van het fascisme, en zal uiteindelijk als een van de geallieerden de Tweede Wereldoorlog ingaan.
- Aanleg van de Hoover Dam in Nevada: deze 221 meter hoge dam in de rivier de Colorado creëert het Lake Mead. Dit is het grootste kunstmatige meer in de westerse wereld, en het levert stroom voor Las Vegas en omgeving.

Europa
- In Oostenrijk vestigt de katholieke kanselier Engelbert Dollfuss in 1933 een dictatuur. In 1938 gaat de  Oostenrijkse staat bij de Anschluss op in het Groot-Duitse Rijk.
- In Spanje doet generaal Mola in juli 1936 een vergeefse greep naar de macht. Er breekt een drie jaar durende burgeroorlog uit, die eindigt met de ballingschap van de republikeinse regering.
- De leer van het corporatisme vindt in dit decennium veel gehoor. In de katholieke dictaturen van Oostenrijk en Portugal wordt begonnen met de invoering van corporatieve structuren. Door overmatige staatsbemoeienis met de besluitvorming komt het experiment nooit goed van de grond.
- In de Sovjet-Unie leidt gedwongen collectivisatie van de landbouw tot de liquidatie van miljoenen weerspannige boeren. In Oekraïne, de graanschuur van Europa, veroorzaakt partijleider Lazar Kaganovitsj de Holodomor, letterlijk moord door uithongering.
- De liquidatie van de Leningradse partijsecretaris Sergej Kirov in 1934 leidt tot een tweede crisis: de Grote Zuivering. Deze zuivering begint in 1935 en bereikt haar hoogtepunt in 1937 en 1938 in de Moskouse Processen, waarbij de meeste prestalinistische bolsjewistische leiders ter dood worden veroordeeld, meestal na verzonnen aanklachten van landverraad en spionage. Miljoenen Sovjetburgers worden tot jarenlange straffen in de kampen van de Goelag veroordeeld.
- Vanwege het opdringende fascisme, dat in Duitsland en Italië mede aan de macht kon komen door politieke verdeeldheid op links, besluit de Comintern af te stappen van haar standpunt dat communistische partijen niet met andere partijen mogen samenwerken. In Frankrijk en Spanje kan zo een Volksfront ontstaan en korte tijd regeren.
- Veel Europese staten bouwen eigen verdedigingslinies. Duitsland bouwt aan zijn oost- en westgrens een verdedigingslinie, respectievelijk de Ostwall en de Westwall.
- Na de Oostenrijkse Anschluss van maart 1938, waarbij het buitenland passief toekijkt, weet Hitler in september 1938 langs diplomatieke weg Sudetenland in te lijven, via het Verdrag van München. De aanhoudende Duitse druk leidt in maart 1939 tot de ontmanteling van Tsjechoslowakije. Vrijwel tegelijkertijd weet Hitler, na een ultimatum te hebben gesteld, het Memelland van Litouwen terug te krijgen. Vanaf maart 1939 lopen de diplomatieke spanningen tussen Duitsland en Polen, op rond de voormalig Duitse gebieden van Danzig en de Poolse Corridor.
- Uiteindelijk breekt op 1 september 1939 de Tweede Wereldoorlog uit, als Duitsland Polen binnenvalt.

Midden-Oosten
- In Saoedi-Arabië, Koeweit, Irak en Bahrein wordt aardolie gevonden.
- Onder de dreiging van de Jodenvervolging in nazi-Duitsland en het antisemitisme in Europa trekken duizenden joden naar Palestina. In 1936 breekt een Arabische opstand uit tegen deze immigratie onder leiding van de Moefti van Jeruzalem. Hij krijgt ook uit de omringende landen massale steun en knoopt betrekkingen aan met het Hitlerbewind.
- De Engelsen beperken de immigratie tot enkele duizenden per jaar. Daarom organiseert de joodse organisatie Betar 'illegale' immigratie van Joden naar Palestina. Door Betar kunnen enkele tienduizenden Joden per Betarschip naar Palestina emigreren. Maar zij die in handen vallen van de Britten, worden geïnterneerd in kampen op Cyprus.
- Irak wordt een zelfstandig koninkrijk, maar verandert al snel in een militaire dictatuur.

Azië
- In China wordt door de Communistische Partij de Lange Mars gehouden onder leiding van Mao Zedong.
- Japan bezet Mantsjoerije en roept in 1932 de vazalstaat Mantsjoekwo uit, met aan het hoofd Pu Yi, de ex-keizer van China.
- Een door Japan in scène gezet incident escaleert in 1937 tot de Tweede Chinees-Japanse Oorlog. De regering van China moet de hoofdstad Nanking verlaten, waarna de Japanners er een slachting aanrichten onder de bevolking. Hoewel de Japanners aanvankelijk grote overwinningen behalen, lukt het ze niet de eindzege te behalen, mede doordat de Kwomintang en Communisten hun onderlinge strijd tijdelijk staken.

Kolonies
- Met de moslims en de hindoes in Brits-Indië wordt in 1935 een moeizaam akkoord bereikt over een federatie, waarbij de maharadja's zich kunnen aansluiten.
- De Filipijnen verkrijgen in 1935 een grotere mate van onafhankelijkheid en worden een Gemenebestland.
- Italië valt vanuit Italiaans-Somaliland het aangrenzende Abessinië binnen en voegt het keizerrijk toe aan zijn koloniaal bezit. De Volkenbond besluit tot een olieboycot, waarop Italië zijn lidmaatschap opzegt.
- De Belgen experimenteren in Congo met het instellen van enkele "cêntres extra-coutiemières" (buitengewoonterechtelijke centra): zwarte steden met beperkt zelfbestuur. Elizabethstad en Stanleystad krijgen die status.

België

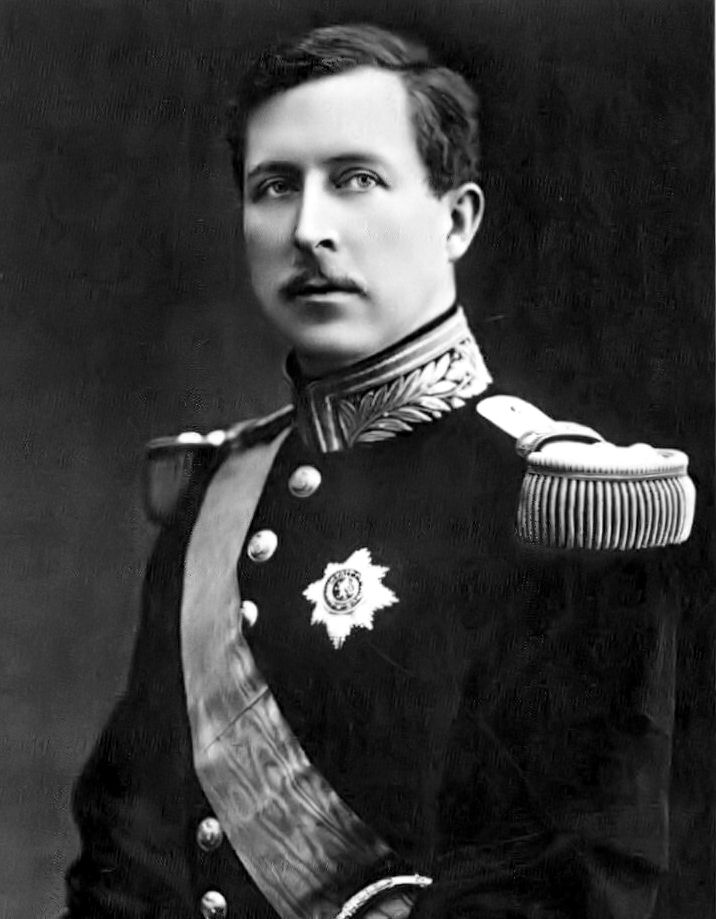
Albert I

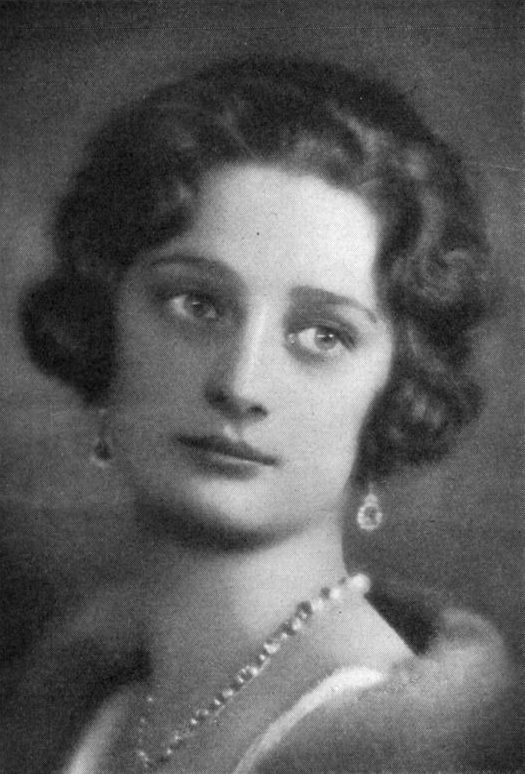
Astrid

- De taalwetgeving in België wordt aangescherpt: het openbaar bestuur en het onderwijs zullen in Nederlandstalig gebied ook de Nederlandse taal gebruiken. De frank moet in 1935 devalueren, maar met zijn grondstoffen en productiemiddelen komt het land redelijk door de wereldcrisis.
- Het Belgische koninklijk huis wordt zwaar getroffen door twee ongelukken. In 1934 verongelukt koning Albert I in de Ardennen, in 1935 de jonge koningin Astrid in Zwitserland.
- De nieuwe Belgische regering-Van Zeeland verruilt in maart 1936 het bondgenootschap met Frankrijk en het Verenigd Koninkrijk voor een neutrale koers.
- Er wordt begonnen met de herbebossing van het Hallerbos.
- Aanleg van het Albertkanaal, de Sluis bij Diepenbeek, en de Sint-Annatunnel onder de Schelde in Antwerpen.

Nederland
- In Nederland blijkt de grote depressie extra hardnekkig, mede door het krampachtig vasthouden door Colijn c.s. aan de Gouden Standaard. Pas na de Tweede Wereldoorlog zal de Nederlandse economie weer structurele groei vertonen.
- De Nationaal-Socialistische Beweging (NSB) beleeft met 8% van de stemmen in de Provinciale Statenverkiezingen haar electorale hoogtepunt in 1935. Daarna daalt de aanhang van de partij tot het begin van de oorlog, enerzijds wegens het toenemend radicalisme en antisemitisme in de beweging, maar ook omdat de economie weer een klein beetje aantrekt.
- Vele grote werken in het Nederlandse landschap herinneren aan de werkverschaffing van de jaren dertig. Werklozen worden ingezet bij de aanleg van grote stadsparken: het Amsterdamse Bos, het Kralingse Bos, het Goffertpark in Nijmegen en het Zuiderpark (Den Haag). Ook De Afsluitdijk, de Wieringermeer (naast ook inzet van vrije arbeiders), het Twentekanaal, het Gelderse Valleikanaal en de Noordoostpolder komen in dit decennium door de werkverschaffing tot stand. In Noord-Brabant wordt de Maasverbetering uitgevoerd naar een ontwerp van ir. Lely.
- Eenheid door Democratie is een Nederlandse buitenparlementaire beweging die zich van 1935 tot 1940 tegen zowel het nationaalsocialisme als het communisme richt. Het motto van de beweging is 'Mussert noch Moskou' – een verwijzing naar de NSB-slogan 'Mussert of Moskou'.
- Als de nazi's in 1935 de rassenwetten van Neurenberg invoeren (die Joden alle burgerrechten ontnemen), komt een stroom van Joodse vluchtelingen richting Nederland op gang. Om de toevloed in te dammen besluit de regering in 1935 eisen te stellen: alleen bemiddelde Joodse vluchtelingen worden toegelaten. Alle anderen moeten bewijzen dat ze in hun land van herkomst écht gevaar lopen. De regering is bang dat de toelating van veel Joden het opkomende antisemitisme in de kaart zal spelen.
- In de aanloop naar de oorlog scherpt Nederland de toelatingseisen nog verder aan. De Joden die nog binnenkomen, komen meestal in Kamp Westerbork terecht, een kamp dat speciaal voor deze vluchtelingen is gebouwd. Wel komen er duizenden joodse kinderen in de kindertransporten uit Duitsland. Zij gaan naar pleeggezinnen in Nederland en Groot-Brittannië.

Suriname en Nederlandse Antillen
- Anton de Kom vertrekt op 20 december 1932 met zijn gezin naar Suriname, waar hij op 4 januari 1933 aankomt. Vanaf dat moment houdt het koloniale gezag hem scherp in de gaten. Hij vestigt een adviesbureau op het erf van het huis van zijn ouders. Op 1 februari wordt hij gearresteerd terwijl hij met een grote groep aanhangers op weg is naar gouverneur Bram Rutgers. Op 7 februari komt een grote menigte bijeen op het Gouvernementsplein (later Oranjeplein). Het gerucht gaat dat De Kom zal worden vrijgelaten. Als de menigte het plein niet wil verlaten, opent de politie het vuur. Er vallen twee doden en 22 gewonden. Deze dag staat sindsdien bekend als Zwarte Dinsdag. Op 10 mei wordt De Kom op een schip naar Nederland gezet. Hij heeft weinig keuze; nog maandenlang vastzitten, of met zijn gezin weer terugkeren naar Nederland. Hij vindt in Nederland geen werk en schrijft verder aan zijn boek Wij slaven van Suriname dat in 1934 verschijnt.
- Salikin Hardjo levert stevige kritiek op het koloniaal bestuur in Suriname, en met name op de behandeling van de Javaanse contractarbeiders.
- In 1933 wordt de eerste ontziltingsinstallatie van zeewater op Aruba in gebruik genomen. Er wordt een centraal waterleidingnet geïnstalleerd in de steden Oranjestad en San Nicolas.

Stad en land
- De Wieringermeer begint bewoond te worden. Een aantal boerderijen krijgt bewoners en tevens wordt er een werkkamp ingericht waarin Joodse vluchtelingen uit Duitsland worden opgevangen.
- Langs de grens van Groningen en Drente richten de nazi's vijftien Emslandlager in, waar communisten, joden en later krijgsgevangenen worden tewerkgesteld. Wanneer zij kans zien naar Nederland te vluchten, worden ze aanvankelijk aan Duitsland uitgeleverd, later uitgezet naar België.
- Door de wereldcrisis kan het echtpaar Kröller-Müller zijn jachtterrein De Hoge Veluwe niet langer aanhouden. Het wordt Nederlands eerste nationaal park en trekt vele dagjesmensen. Een andere populaire bestemming van het beginnend toerisme is de Luchthaven Schiphol.
- De telefooncel, de automatiek en de neonreclame verschijnen in het straatbeeld van de grote steden.
- Een Frans bedrijf brengt vloeibaar gas in flessen op de markt onder de naam Butagaz. Het vindt aftrek als kookgas op het platteland, waar geen fabrieksgas beschikbaar is.

Natuur en milieu
- De elft verdwijnt uit de Nederlandse rivieren door overbevissing en aanpassingen van de rivieren aan de scheepvaart.
- Zestig procent van de iepen sterft aan de iepenziekte.

Verkeer
- Terwijl in Nederland wordt gewerkt aan de uitvoering van het Rijkswegenplan, legt Mussolini autostrada's aan, en Hitler de Autobanen. Nederland reageert met de aanpassing van het traject Voorburg-Zoetermeer van Rijksweg 12, en maakt er een autoweg van.
- De vormgeving van de automobiel wordt belangrijk. De gemotoriseerde koetsen maken plaats voor elegante en gestroomlijnde snelheidsmonsters. Toonaangevend zijn de ontwerpen van Figoni et Falaschi. De Citroën Traction Avant uit 1934 zit boordevol innovaties zoals voorwielaandrijving en een zelfdragende carrosserie die pas decennia na de oorlog gemeengoed worden. Hij wordt een icoon van vernieuwing, maar verergert de financiële malaise van de fabrikant.

Sociaal-economisch
- Kruideniers proberen door centrale inkoop de concurrentie aan te gaan met de opkomende grootgrutters. Hun combinaties heten Sperwer (1928), Spar (1932), Centra (1933), VéGé (1938) en VIVO (1942).
- Ook de land- en tuinbouw wordt zwaar getroffen door de crisis. Door het grotendeels wegvallen van de export en de binnenlandse vraag worden bij de groenteveilingen massaal groenten en fruit doorgedraaid. Voor de onverkoopbare melk wordt een nieuw afzetgebied gevonden: schoolmelk.
- Werklozen gaan langs de deuren met wat schamele koopwaar, terwijl anderen tweemaal per dag uren in de rij staan voor het "stempellokaal". Ontslagen Chinese zeelieden beginnen met de verkoop van zelfgebakken pindakoekjes (teng-teng). Zo ontstaat de benaming ‘pinda-Chinees’. De overheid denkt niet zo positief over de pindakoekjeshandel en verbiedt deze al na een paar jaar wegens onhygiënische omstandigheden.
- In Zweden en Nieuw-Zeeland ontstaan vroege versies van de verzorgingsstaat.

Godsdienst
- Paus Pius XI komt in 1931 met de encycliek Quadragesimo Anno. Daarin neemt de katholieke kerk opnieuw afstand van zowel de klassenstrijd als het op het eigenbelang gerichte liberalisme. Harmonie tussen werkgever en werknemer, tussen boer en landeigenaar moet leiden tot economisch herstel. De encycliek Mit brennender Sorge veroordeelt in 1937 ondubbelzinnig het nationaalsocialisme.
- In Beauraing (bij Dinant), verschijnt de H. Maagd Maria van 25 november 1932 tot 3 januari 1933 vele malen aan vijf kinderen uit twee gezinnen. Bijna aansluitend heeft een meisje in Banneux acht Mariaverschijningen.
- In Noord-Brabant en Nederlands-Limburg wordt onder druk van een aantal katholieke organisaties vanaf 1932 in de meeste steden het Carnaval verboden wegens het "zedenloos karakter". Dit leidt tot onrust en zelfs ongeregeldheden, en vanaf 1935 wordt het feest in de meeste gevallen weer vrijgegeven.

Scheep- en luchtvaart
- Er ontstaat een uitgebreide dienstregeling van luchtschepen over de Atlantische Oceaan. Luchtschepen staan voor luxe: het interieur is ruim en men heeft door de ramen een goed en uniek uitzicht op wat zich op de grond afspeelt. Maar als in 1937 de Hindenburg bij de landing in New York in brand vliegt, is het tijdperk van de zeppelin ten einde.
- Amerikaanse vliegtuigbouwers bereiken met hun lichtmetalen toestellen een grote voorsprong op de markt. Met name de Lockheed Electra en de DC-3 Dakota zijn populair. Ook de KLM stapt over op deze modellen.
- Een Amerikaanse luchtvaartmaatschappij introduceert in 1930 de stewardess. In 1935 neemt de KLM de eerste stewardessen in dienst.
- In 1932 vaart de ijsbreker Aleksandr Sibirjakov onder kapitein Vladimir Voronin en expeditieleider Otto Schmidt voor het eerst door de Noordoostelijke Doorvaart (in Rusland Noordelijke Zeeroute genoemd) binnen 1 navigatieperiode,[bron?] terwijl in 1934 de ijsbreker Fjodor Litke voor het eerst de zeeroute binnen 1 navigatieperiode bevaart in westelijke richting.

Innovatie
- De massafabricage van cellofaan zorgt voor een grotere beschikbaarheid van voorverpakte voedingsmiddelen. In het laboratorium van DuPont worden onder leiding van Wallace Carothers nieuwe materialen als polyester en nylon ontwikkeld.
- Chloorfluorkoolwaterstoffen worden ontwikkeld door onder anderen Thomas Midgley en gebruikt als koelmiddel en als drijfgas voor spuitbussen.
- De diepvriezer wordt ontwikkeld door Amerikaanse ingenieurs. Zij maken de techniek voldoende krachtig om voedingsmiddelen tot de kern in te vriezen. Diepvriesproducten breken snel door in de VS: in 1940 bedraagt het jaarlijks verbruik 200.000 ton.
- Doorbraak van de stofzuiger in modale huisgezinnen in Nederland en België.
- Persil is het eerste moderne wasmiddel op de Nederlandse (1932) en Belgische (1935) markt.
- De eerste straten krijgen natriumlampen als straatverlichting.

Media
- De radio doet zijn intrede bij veel gezinnen. In België wordt de zendtijd verdeeld door de Nationaal Instituut voor de Radio-omroep, in Nederland wijst de minister zendtijd toe aan een liberale (AVRO), protestantse (NCRV), Rooms-Katholieke (KRO), socialistische (VARA) en vrijzinnige (VPRO) stroming.
- Siemens neemt de Hellschreiber in serieproductie, een voorloper van de telex.

Sport
- In 1935 neemt wereldkampioen schaken Aljechin een uitdaging van de Nederlandse kampioen Max Euwe aan. De match in Nederland teweeg. Euwe komt van een grote achterstand terug tot 7-7 en wint uiteindelijk met 15½–14½. In 1937 wordt een revanchematch gespeeld. Dit keer blijkt Aljechin duidelijk de sterkste, hij wint met 15½–9½. De matches trekken als een soort reizend circus door Nederland en brengen een ongekende schaakkoorts teweeg in het land.

Wetenschap
- Doorbraak van de kwantummechanica.
- De Hongaar Leó Szilárd en de Italiaan Enrico Fermi concluderen gezamenlijk dat uranium als element in staat is om een kernreactie in stand te houden, nadat ze aangetoond hebben dat het meer neutronen uitstoot dan absorbeert.

Medisch
- De Amerikanen Pearl Kendrick en Grace Eldering ontwikkelen in de staat Michigan een vaccin tegen kinkhoest.[1]
- Begin jaren 1930 ontwikkelt de Nederlandse arts Lou Otten een vaccin tegen de builenpest. Dit levende vaccin past hij in 1934 voor het eerst toe op Java. Zijn vaccin redt vele mensenlevens.

Kunsten
- De stad Napier (Nieuw-Zeeland) wordt verwoest door een aardbeving en in twee jaar herbouwd in art decostijl.
- Belangrijk in de schilderkunst zijn de surrealisten, zoals André Breton, Max Ernst, André Masson, René Magritte en Roberto Matta.
- De Frans-Oekraïense ontwerper A.M. Cassandre maakt furore met zijn reclameaffiches in art decostijl.
- De fotograaf Berenice Abbott legt de contouren vast van het toekomstige New York met zijn wolkenkrabbers in aanbouw.

Amusement
- Big Band Swing Music wordt gespeeld door een bigband en kenmerkt zich door een explosief, vrolijk en ritmisch geluid. Bekend zijn Count Basie, Duke Ellington, Benny Goodman, Chick Webb, Artie Shaw en Harry James.
- In Nederlands-Indië zijn the Royal Hawaiian Minstrels van George de Fretes een veel gevraagde en goed betaalde band.
- Het reclamebureau van Coca Cola ontwerpt het personage Santa Claus,

voorgesteld als een gezette oude man met een lange witte baard  en gekleed in een rood pak. Santa Claus is onder meer terug te voeren op de figuur van  Sinterklaas.
- Groot internationaal succes is er voor de Tarzanfilms met Johnny Weissmuller als Tarzan en Maureen O'Sullivan als Jane.
- Shirley Temple is tussen 1936 en 1938 de meest succesvolle artiest in Hollywood, en de meest succesvolle films uit die tijd zijn films met haar in de hoofdrol. Andere studio's proberen in te haken op het succes, en brengen hun eigen films uit met meisjes als kindsterretjes in de hoofdrol.
- In de Nederlandse theaters doen vooral de grote revues het goed. De Bouwmeester Revue heeft als topattractie de komiek Johan Buziau, de Nationale Revue van Bob Peters en René Sleeswijk brengt acht shows met Lou Bandy, Johan Kaart en Heintje Davids. Louis Davids heeft zijn eigen gezelschap, met onder anderen Fien de la Mar en de jonge Wim Sonneveld. Sleeswijk komt vanaf 1938 na een breuk met Lou Bandy met een nieuw gezelschap, dat bekend zal worden als de Snip & Snap Revue
- Lijst van films 1930–1939 geeft een overzicht van de cinema.

<< · 1930 · 1931 · 1932 · 1933 · 1934 · 1935 · 1936 · 1937 · 1938 · 1939 · >>
<< · 1900-1909 · 1910-1919 · 1920-1929 · 1930-1939 · 1940-1949 · 1950-1959 · 1960-1969 · 1970-1979 · 1980-1989 · 1990-1999 · >>